# Majungasaurus crenatissimus
Majungasaurus (il cui nome significa "lucertola di Mahajanga") è un genere estinto di dinosauro teropode abelisauride vissuto nel Cretaceo superiore, circa 70-66 milioni di anni fa (Maastrichtiano), in quella che oggi è la Formazione Maevarano, Madagascar, rendendolo uno degli ultimi dinosauri non-aviari conosciuti che si estinsero durante l'evento di estinzione di massa del Cretaceo-Paleogene. Il genere comprende una singola specie, M. crenatissimus. L'animale viene talvolta riferito anche con il nome Majungatholus, nome considerato un sinonimo junior di Majungasaurus.
Come gli altri abelisauridi, Majungasaurus era un predatore bipede dotato di un muso corto e profondo. Sebbene gli arti anteriori non siano completamente noti, erano estremamente corti e atrofizzati, mentre gli arti posteriori erano più lunghi e ma tozzi. L'animale si distingue dagli altri abelisauridi per il suo cranio più largo, una struttura ruvida e un ispessimento osseo sulla parte superiore del muso, e un unico corno arrotondato sul tetto cranico, che originariamente fu scambiato per la cupola di un pachycephalosauro. Aveva anche più denti, sia nella mascella che nella mandibola, rispetto alla maggior parte degli altri abelisauridi.
Conosciuto da diversi crani ben conservati e abbondante materiale scheletrico, Majungasaurus è recentemente diventato uno dei dinosauri teropodi meglio studiati dell'emisfero australe. Sembra essere più strettamente imparentato agli abelisauridi indiani piuttosto che con quelli sudamericani o africani, un fatto che ha importanti implicazioni biogeografiche. Majungasaurus era il superpredatore del suo ecosistema, predando principalmente sauropodi, come Rapetosaurus, ed è anche uno dei pochi dinosauri per i quali ci sono prove dirette di cannibalismo.

## Scoperta e denominazione

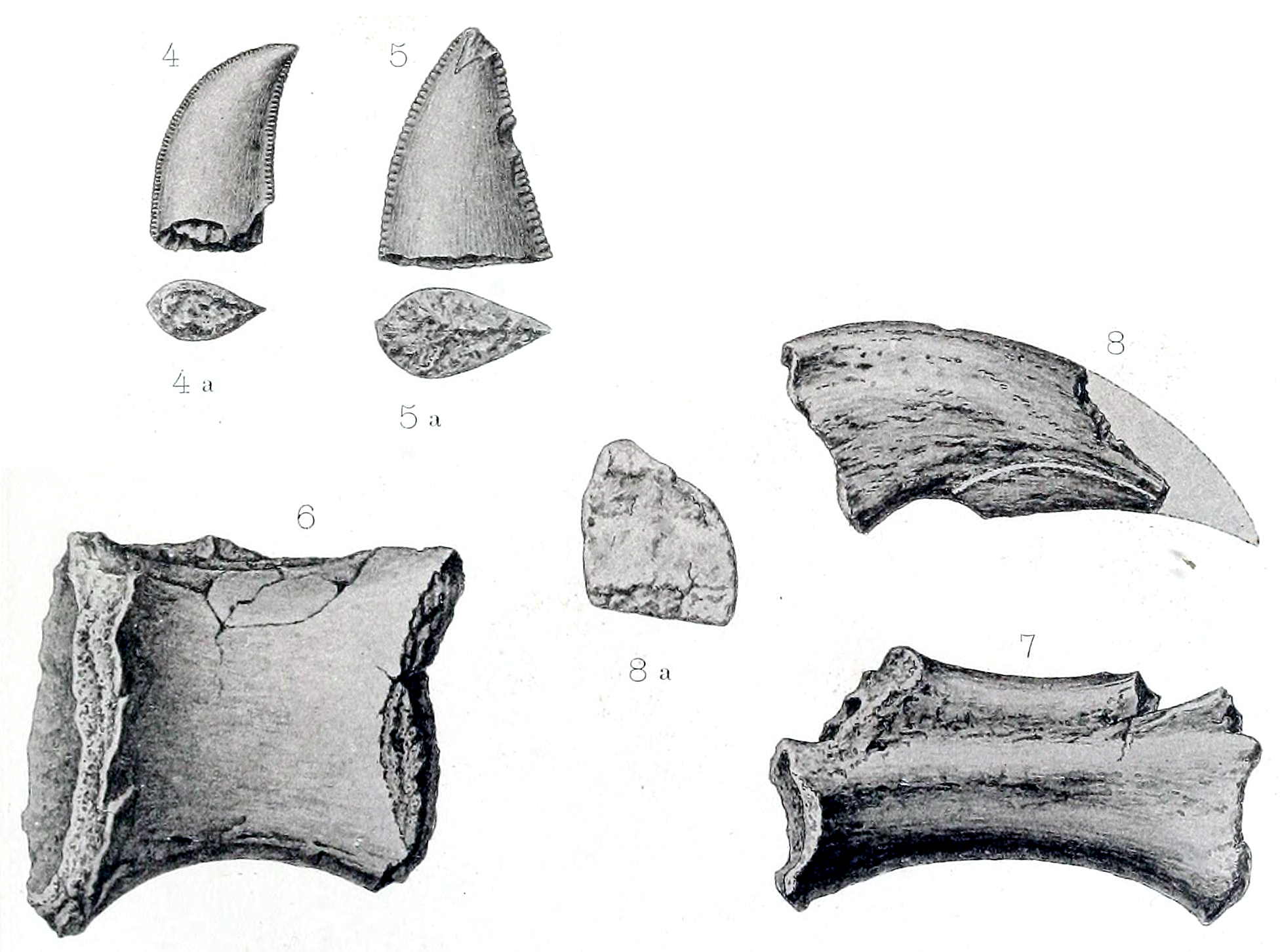
Materiale originale descritto nel 1896

Il paleontologo francese Charles Depéret descrisse i primi resti di teropodi del Madagascar nordoccidentale nel 1896. Questi includevano due denti, un artiglio e alcune vertebre scoperti lungo il fiume Betsiboka da un ufficiale dell'esercito francese e affidati alla collezione di quella che oggi è l'Università Claude-Bernard di Lione 1. Depéret riferì questi fossili al genere Megalosaurus, che all'epoca era un taxon cestino nella quale venivano classificati tutti i grandi dinosauri teropodi allora conosciuti, come la nuova specie M. crenatissimus. Questo nome deriva dalla parola latina crenatus ("intagliato") e il suffisso -issimus ("più"), in riferimento alle numerose dentellature sui bordi anteriore e posteriore dei denti. Depéret in seguito ha riassegnato la specie al genere nordamericano Dryptosaurus, un altro taxon poco conosciuto.

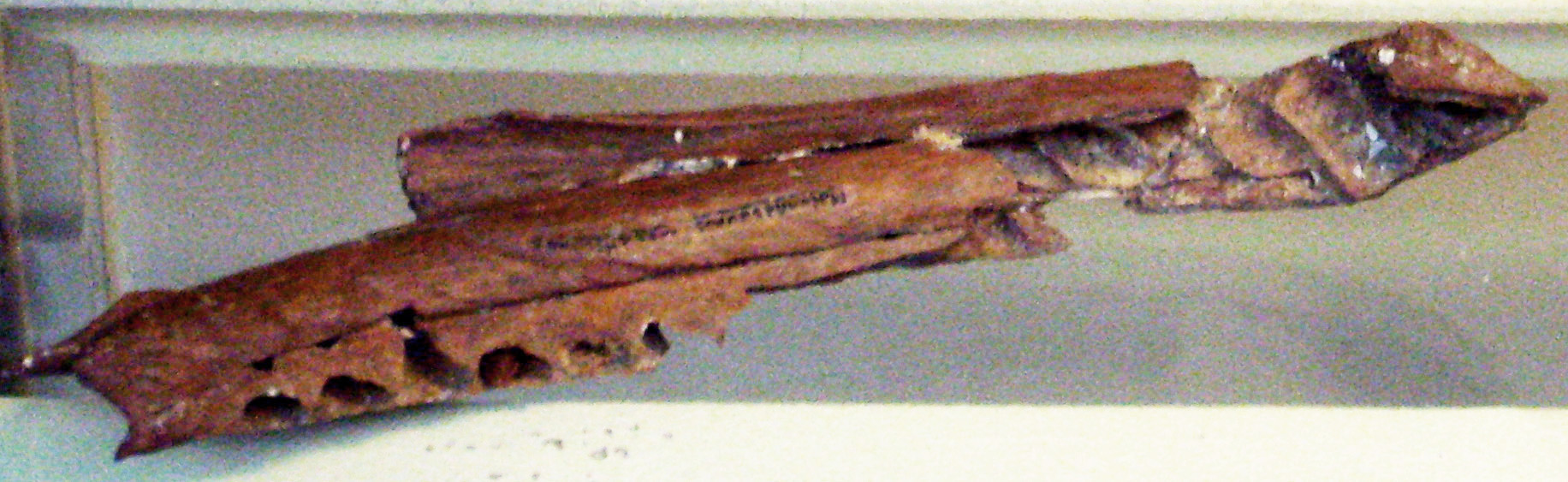
Esemplare neotipo di M. crenatissimus (MNHN.MAJ 1), la mandibola destra di un individuo subadulto, al Muséum national d'histoire naturelle, Parigi

Numerosi resti frammentari dalla provincia di Mahajanga nel Madagascar nordoccidentale furono recuperati da collezionisti francesi nei successivi 100 anni, molti dei quali furono affidati al Muséum National d'Histoire Naturelle di Parigi. Nel 1955, René Lavocat descrisse una mandibola di teropode (MNHN.MAJ 1) con denti dalla Formazione Maevarano nella stessa regione in cui fu ritrovato il materiale originale. I denti corrispondevano a quelli descritti per la prima volta da Depéret, ma l'osso mascellare fortemente ricurvo era molto diverso sia da Megalosaurus che da Dryptosaurus. Sulla base di questa mandibola, Lavocat eresse il nuovo genere Majungasaurus, utilizzando un'ortografia più antica per Mahajanga così come la parola greca σαυρος/sauros (che significa "lucertola"). Nel 1979, Hans-Dieter Sues e Philippe Taquet descrissero un frammento di cranio a forma di cupola (MNHN.MAJ 4) come un nuovo genere di pachycephalosauro, Majungatholus atopus, rappresentando il primo ritrovamento di un pachycephalosauro nell'emisfero australe.
Nel 1993, gli scienziati della State University di New York a Stony Brook e dell'Università di Antananarivo avviarono il Mahajanga Basin Project, una serie di spedizioni per esaminare i fossili e la geologia dei sedimenti del tardo Cretaceo vicino al villaggio di Berivotra, nella provincia di Mahajanga. Tra questi scienziati c'era il paleontologo David W. Krause di Stony Brook. La prima spedizione recuperò centinaia di denti di teropodi identici a quelli di Majungasaurus, alcuni dei quali erano attaccati a una premascella isolata, descritta nel 1996. Le successive sette spedizioni avrebbero riportato alla luce decine di migliaia di fossili, molti dei quali appartenevano a specie nuove per la scienza. Il Mahajanga Basin Project rivendica il merito di aver quintuplicato la nota diversità dei taxa fossili nella regione.

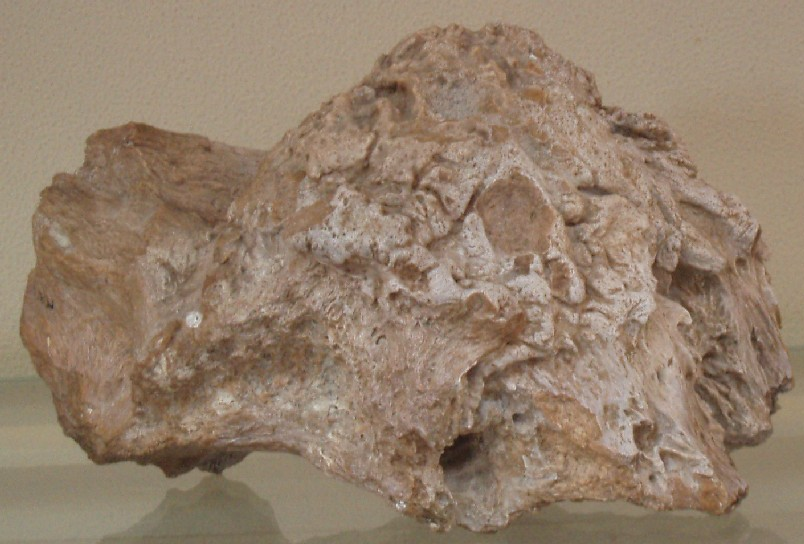
Esemplare tipo di Majungatholus atopus: un corno frontale di Majungasaurus erroneamente identificato come il cranio a cupola di un pachycephalosauro (MNHN.MAJ 1)

I lavori sul campo avvenuti nel 1996 hanno portato alla luce un cranio di teropode straordinariamente completo, conservato nei minimi dettagli (FMNH PR 2100). In cima a questo cranio c'era un rigonfiamento a forma di cupola quasi identico a quello descritto da Sues e Taquet come Majungatholus atopus. Pertanto, nel 1998 Majungatholus è stato ridescritto come un abelisauride piuttosto che come un pachycephalosauro. Sebbene il nome Majungasaurus crenatissimus fosse stato nominato prima di Majungatholus atopus, gli autori giudicarono la mandibola tipo di Majungasaurus come troppo frammentaria per essere assegnata con sicurezza alla stessa specie a cui apparteneva il cranio. Ulteriori ricerche sul campo nel decennio successivo portarono alla luce una serie di crani meno completi, oltre a dozzine di scheletri parziali di individui che vanno dai giovani ad adulti. I membri del progetto hanno anche raccolto centinaia di ossa isolate e migliaia di denti isolati di Majungasaurus. Insieme, questi resti rappresentano quasi tutte le ossa dello scheletro, anche se la maggior parte degli arti anteriori, la maggior parte del bacino e la punta della coda sono ancora sconosciute. Questo lavoro sul campo è culminato in una monografia del 2007 composta da sette articoli scientifici su tutti gli aspetti della biologia dell'animale, pubblicata nella Society of Vertebrate Paleontology Memoirs. I giornali sono in inglese, sebbene ognuno abbia un riassunto scritto in malgascio. In questo volume, la mandibola descritta da Lavocat è stata rivalutata e determinata come abbastanza diagnostica per questa specie. Pertanto, il nome Majungatholus è stato sostituito dal nome con la precedenza, Majungasaurus. Sebbene la monografia sia completa, i curatori hanno notato che descrive solo il materiale recuperato dal 1993 al 2001. Una quantità significativa di esemplari, alcuni molto completi, sono stati recuperati tra il 2003 e il 2005 e attendono la preparazione e la descrizione in pubblicazioni future. la mandibola è stata resa l'esemplare neotipo della specie dopo una petizione del 2009 all'ICZN.

## Descrizione

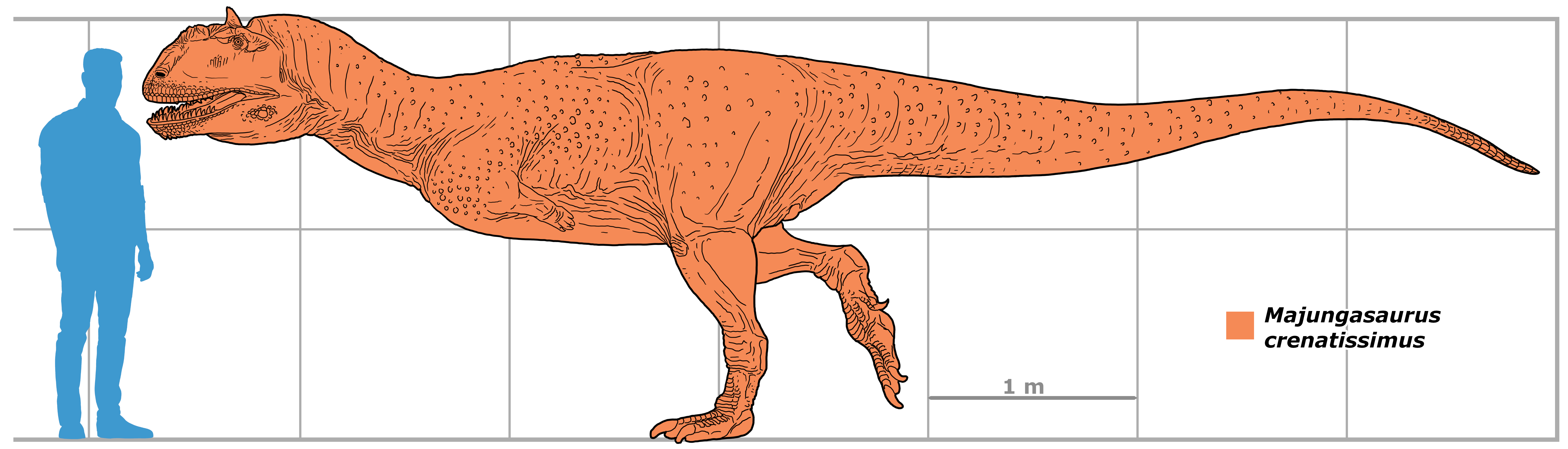
Dimensioni di Majungasaurus a confronto ad uomo

Majungasaurus era un teropode di medie dimensioni, con una lunghezza media di 6–8 metri, per un peso di 950–1.700 kg. Tuttavia, resti frammentari di esemplari più grandi indicano che alcuni individui adulti potrebbero aver raggiunto dimensioni simili al suo parente Carnotaurus, forse superando anche gli 8 metri di lunghezza.
Il cranio di Majungasaurus è eccezionalmente ben conosciuto rispetto alla maggior parte dei grandi teropodi, e mostra caratteristiche simili a quello di altri abelisauridi, mostrando un muso corto e alto, sebbene non così corto come in Carnotaurus. I crani degli individui più grandi misuravano 60-70 centimetri di lunghezza. Anche l'alta premascella, che rendeva la punta del muso più smussata, è una caratteristica tipica di questa famiglia. Tuttavia, il cranio di Majungasaurus era notevolmente più largo rispetto a quello di altri abelisauridi. Tutti gli abelisauridi presentano una struttura ruvida e scolpita sulla superficie esterna delle ossa craniche, e Majungasaurus non faceva eccezione. Tuttavia, questa caratteristica è portata all'estremo sulle ossa nasali dell'animale, che erano estremamente spesse e fuse insieme, con una bassa cresta centrale che correva lungo la metà dell'osso più vicino alle narici. Un caratteristico corno a forma di cupola sporgeva dalle ossa frontali fuse sulla parte superiore del cranio. In vita, queste strutture sarebbero state ricoperte da una qualche sorta di tegumento, forse cheratina. La tomografia computerizzata (TC) del cranio mostra che sia la struttura nasale che il corno frontale contenevano cavità sinusali cave, forse per ridurne il peso. I denti avevano corone corte (caratteristica presente anche in altri abelisauridi) ma erano più numerosi, con diciassette denti su ogni ramo mascellare e mandibolare, numero superiore a qualsiasi altro abelisauride eccetto Rugops.

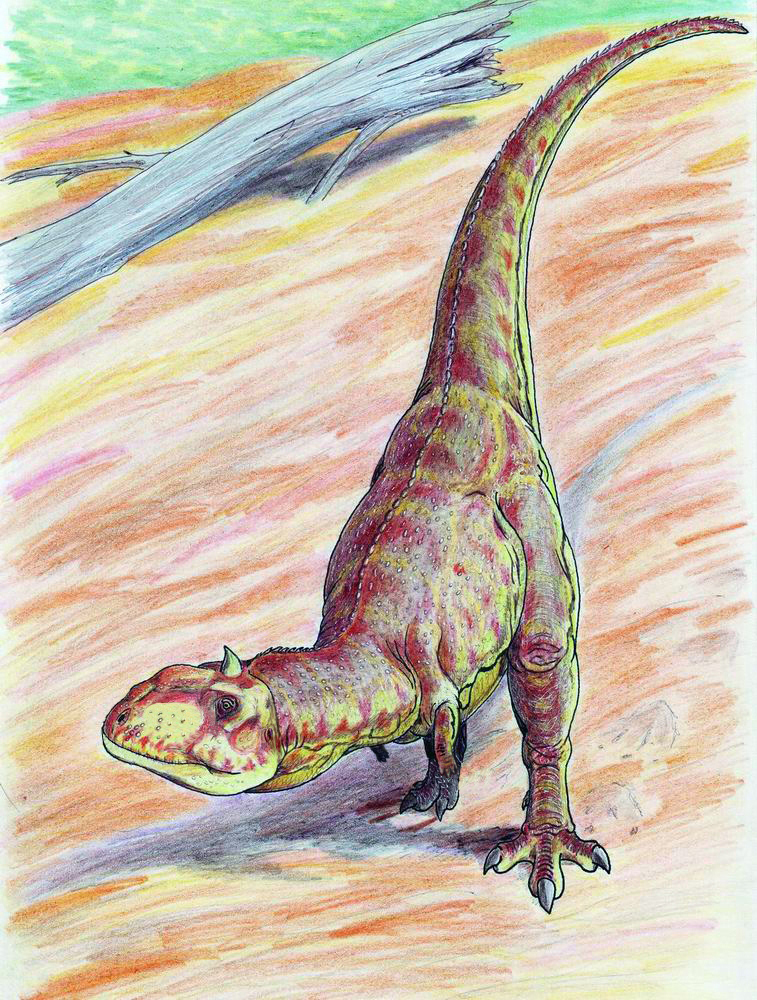
Ricostruzione artostica di M. crenatissimus

Lo scheletro postcraniale di Majungasaurus ricorda molto quelli di Carnotaurus e Aucasaurus, gli unici altri generi di abelisauridi per i quali è noto materiale scheletrico completo. Majungasaurus era un animale bipede, con una lunga coda per bilanciare il lungo busto e la grossa testa, con il baricentro posizionato al livello del bacino. Sebbene le vertebre cervicali presentassero numerose cavità (pleuroceli) per ridurne il peso, erano robuste, con siti di attacco muscolare esagerati e costole cervicali che si incastravano tra di loro, sostenute da tendini ossificati che davano loro un aspetto biforcuto, come osservabile in Carnotaurus. Tutte queste caratteristiche si traducevano in un collo molto forte e muscoloso. In modo univoco, le costole cervicali di Majungasaurus presentavano lunghe depressioni lungo i lati per la riduzione del peso. L'omero (osso del braccio superiore) era corto e curvo, molto simile a quello di Aucasaurus e Carnotaurus. Inoltre, come gli altri abelisauridi, gli arti anteriori di Majungasaurus erano estremamente ridotti e presentavano quattro minuscole dita. Le ossa della mano e delle dita di Majungasaurus, come altri majungasaurini, mancava delle caratteristiche fosse e scanalature dove normalmente si attaccavano artigli e tendini, e le ossa delle dita erano fuse insieme, indicando che la mano era immobile. Nel 2012, venne descritto un esemplare più completo, che mostrava che l'avambraccio era robusto, sebbene corto, e che la mano conteneva quattro metatarsi e quattro dita, probabilmente poco flessibili e molto ridotte, forse prive di artigli. La formula minima della falange è 1-2-1-1.
Come in altri abelisauridi, gli arti posteriori erano tozzi e corti rispetto alla lunghezza del corpo. La tibia (osso della parte inferiore della gamba) di Majungasaurus era persino più tozza di quella di Carnotaurus, con una cresta prominente sul ginocchio. L'astragalo e il calcagno (ossa della caviglia) erano fusi insieme, e i piedi avevano tre dita funzionali, ed un primo dito più piccolo che non toccava mai il suolo.

## Classificazione e sistematica
Majungasaurus è classificato come membro della famiglia Abelisauridae. Insieme alla famiglia Noasauridae, gli abelisauridi sono inclusi nella superfamiglia Abelisauroidea, che è a sua volta una suddivisione dell'infraordine Ceratosauria. Gli abelisauridi sono noti per i loro crani alti e corti, il muso smussato, estese superficie rugose sulle ossa craniche (convergenti con i carcharodontosauridi), arti anteriori estremamente ridotti (atrofizzati) convergenti con i tirannosauridi, e proporzioni tozze degli arti posteriori.
Come per molte famiglie di dinosauri, la sistematica all'interno della famiglia Abelisauridae è confusa. In passato diversi studi cladistici indicarono una stretta relazione tra Majungasaurus e Carnotaurus, mentre altri non sono stati in grado di collocarlo saldamente in un'analisi filogenetica. L'analisi più recente, utilizzando le informazioni più complete, ha invece recuperato Majungasaurus in un clade con Rajasaurus e Indosaurus dall'India, lontano da generi sudamericani come Carnotaurus, Ilokelesia, Ekrixinatosaurus, Aucasaurus e Abelisaurus, così come da Rugops dall'Africa continentale. Questa identificazione lascia aperta la possibilità di clade separati di abelisauridi nel Gondwana occidentale e orientale, un fatto che ha anche importanti implicazioni biogeografiche.

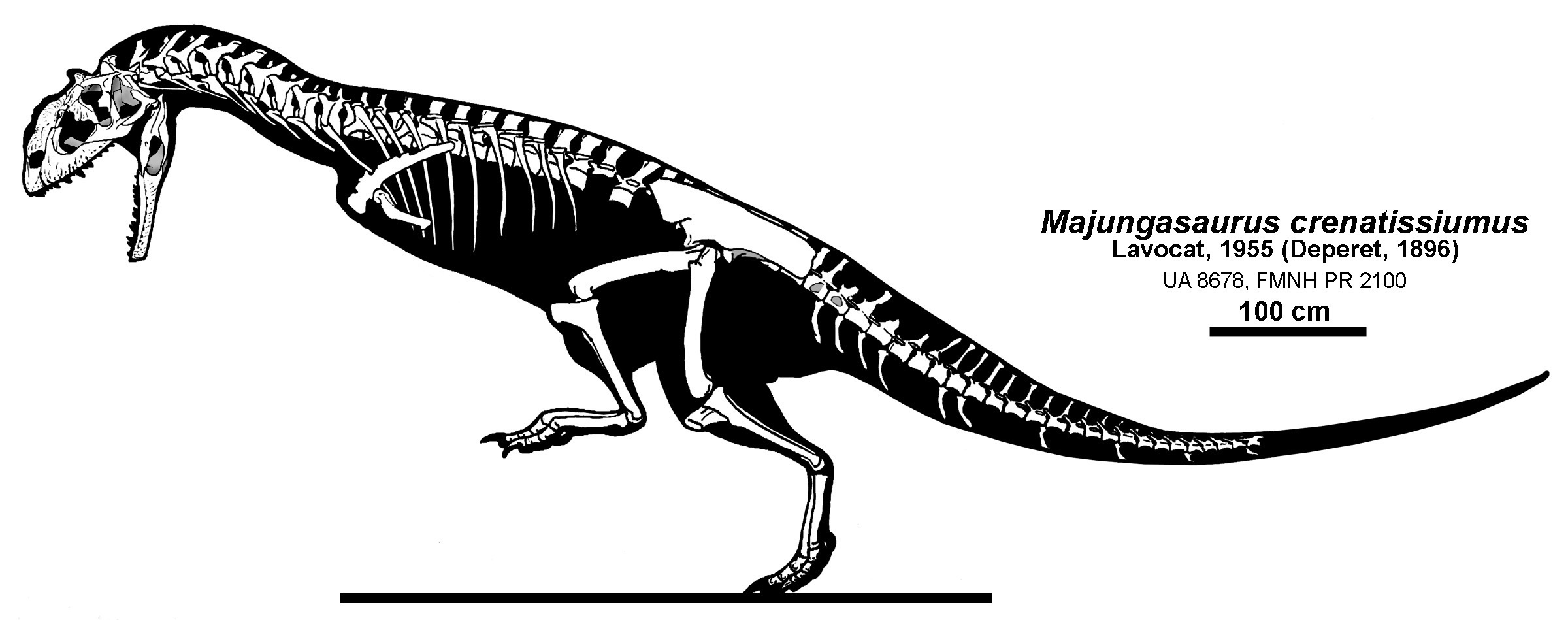
Illustrazione scheletrica che mostra gli elementi ossei noti di due esemplari

Il cladogramma presente negli studi di Tortosa et al. (2013) colloca Majungasaurus in una nuova sottofamiglia, Majungasaurinae. Di seguito è mostrata una versione semplificata che mostra i taxa all'interno del gruppo.
| Majungasaurinae | \| \| Abelisauride di Pourcieux \| \| \| \| \| \| Arcovenator \| \| \| \| \| \| Majungasaurus \| \| \| \| \| \| Indosaurus \| \| \| \| \| \| Rahiolisaurus \| \| \| \| \| \| Rajasaurus \| \| \| \| |
|                 | \| \| Abelisauride di Pourcieux \| \| \| \| \| \| Arcovenator \| \| \| \| \| \| Majungasaurus \| \| \| \| \| \| Indosaurus \| \| \| \| \| \| Rahiolisaurus \| \| \| \| \| \| Rajasaurus \| \| \| \| |
|                 | Abelisauride di Pourcieux |
|                 | |
|                 | Arcovenator |
|                 | |
|                 | Majungasaurus |
|                 | |
|                 | Indosaurus |
|                 | |
|                 | Rahiolisaurus |
|                 | |
|                 | Rajasaurus |
|                 | |

## Paleobiologia

### Ornamentazione del cranio

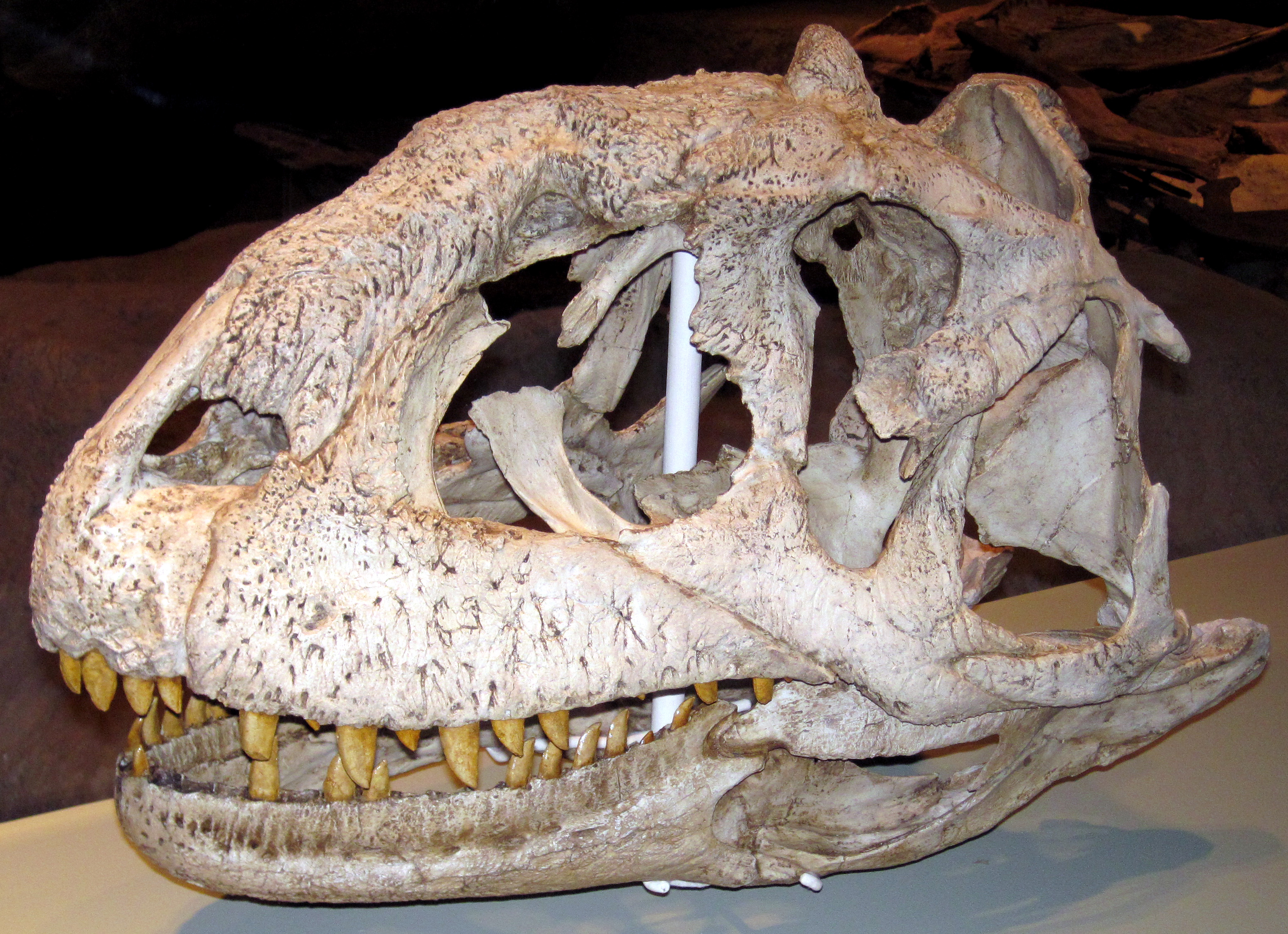
Calco del cranio, esemplare FMNH PR 2100

Una delle caratteristiche più evidenti di Majungasaurus era certamente l'ornamentazione del suo cranio, che comprendeva nasali gonfi e fusi e il corno a forma di cuspide sul frontale, sopra la regione delle orbite. Anche altri ceratosauri, tra cui Carnotaurus, Rajasaurus e lo stesso Ceratosaurus presentavano ornamenti cranici composti da corni o creste, e si crede che queste strutture avessero un ruolo nelle competizioni intraspecifiche, sebbene la loro esatta funzione all'interno di tale contesto sia sconosciuta. La cavità cava all'interno del corno frontale di Majungasaurus, rendeva la struttura più leggera ma allo stesso tempo più fragile, precludendone, probabilmente, l'uso nei combattimenti fisici diretti, sebbene il corno potesse servire uno scopo espositivo. I diversi esemplari di Majungasaurus mostrano distinte variazioni individuali nell'ornamento cranico, ma non ci sono prove concrete di un dimorfismo sessuale.

### Alimentazione

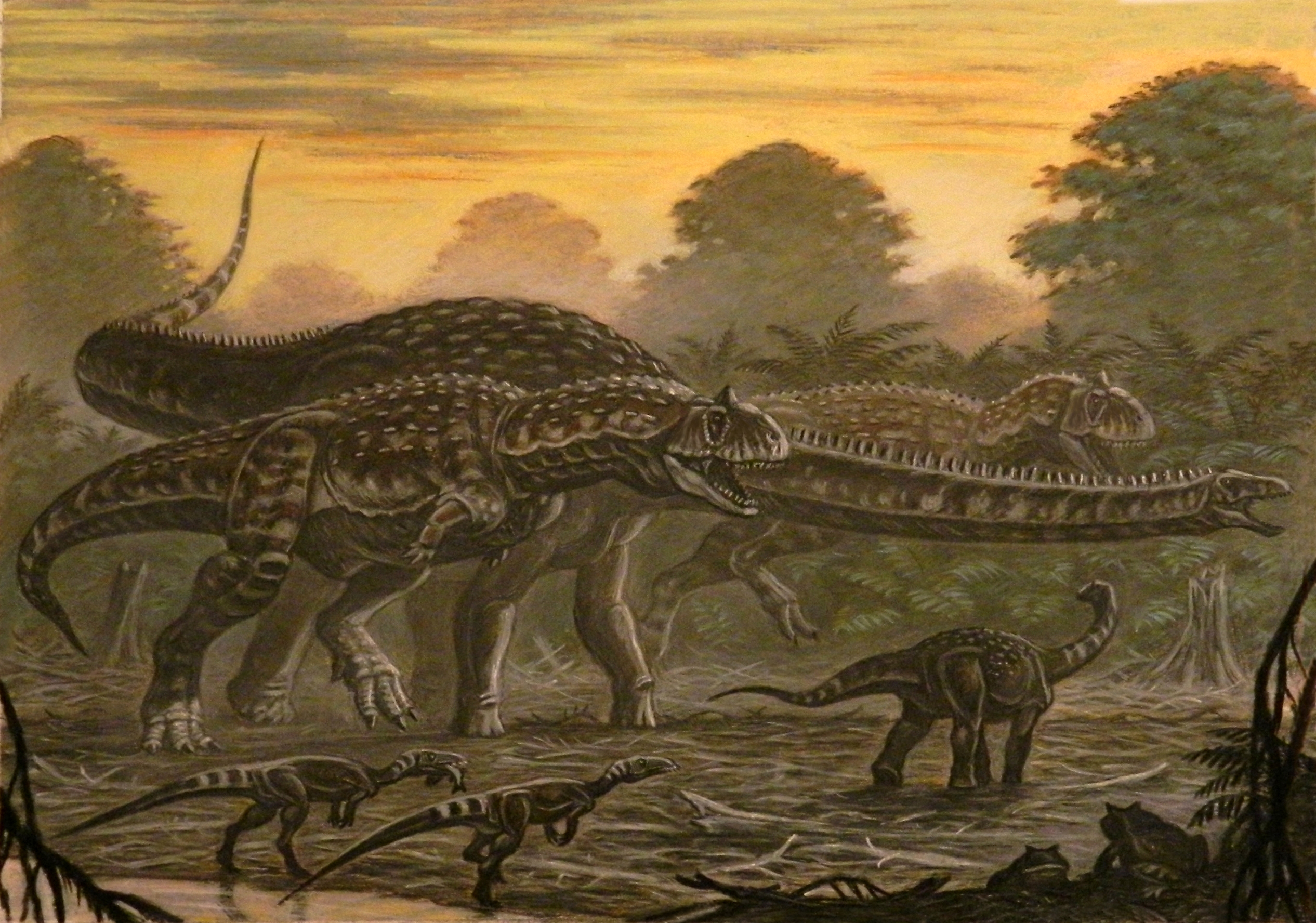
Ricostruzione di due Majungasaurus mentre cacciano un Rapetosaurus

La forma unica del cranio di Majungasaurus e di altri abelisauridi ha portato i paleontologi a suggerire abitudini predatorie diverse rispetto ad altri teropodi. Mentre la maggior parte dei teropodi era caratterizzata da crani lunghi e bassi di larghezza ridotta, i crani degli abelisauridi erano più alti e larghi e spesso anche più corti in lunghezza. I crani stretti di altri teropodi erano ben attrezzati per resistere allo stress verticale di un potente morso, ma non così attrezzati a resistere alle torsioni. Similmente ai moderni mammiferi predatori, la maggior parte dei teropodi potrebbe aver utilizzato una strategia simile per certi versi a quella dei canidi dal muso lungo e stretto, attaccando con morsi numerosi e rapidi per indebolire la preda.
Gli abelisauridi, in particolare il Majungasaurus, potrebbero invece essere stati adattati per una strategia alimentare più simile ai moderni felini, dotati di musi corti e larghi, che invece colpiscono con un unico morso un'area vitale della preda, aggrappandovisi finché questa non viene sottomessa. Majungasaurus presentava un muso ancora più largo di quello di altri abelisauridi, e anche altri aspetti della sua anatomia sembrano supportare uno stile di caccia "mordi e trattieni". Il collo dell'animale era robusto e muscoloso, con vertebre robuste, costole cervicali intrecciate e supportate da tendini ossificati, nonché punti di attacco muscolare rinforzati sulle vertebre e sulla parte posteriore del cranio. Questi muscoli sarebbero stati in grado di tenere ferma la testa nonostante la lotta con la preda. I crani degli abelisauridi erano anche rafforzati in molte aree dall'osso mineralizzato al di fuori della pelle, creando la caratteristica consistenza ruvida delle ossa. Questo è particolarmente presente in Majungasaurus, dove le ossa nasali erano fuse e ispessite creando una superficie resistente e dura. D'altra parte, la mandibola di Majungasaurus sfoggiava una grande fenestra (apertura) su ciascun lato, come si vede in altri ceratosauri, così come giunti sinoviali tra alcune ossa che consentivano un alto grado di flessibilità della mandibola, sebbene non con la misura vista nei serpenti. Questo potrebbe essere stato un adattamento per prevenire la frattura della mandibola durante la lotta con la preda. I denti anteriori della mascella erano più robusti degli altri, fornendo un saldo ancoraggio per il morso, mentre le basse corone alleviavano il rischio che i denti si spezzassero durante le colluttazioni. Infine, a differenza dei denti di Allosaurus e della maggior parte degli altri teropodi, che erano curvi sia nella parte anteriore che nella parte posteriore delle fauci, gli abelisauridi come Majungasaurus avevano denti curvi sul bordo anteriore ma più dritti sul bordo posteriore. Questa struttura potrebbe essere stata un adattamento per non lacerare la carne della preda e mantenere invece un morso saldo. L'esame dei denti di Majungasaurus indica che questo teropode sostituiva i denti dalle 2 alle 13 volte più velocemente di altri teropodi, sostituendo l'intero set nell'arco di due mesi. La consumazione di ossa potrebbe essere stato un motivo significativo per una sostituzione così rapida dei denti.

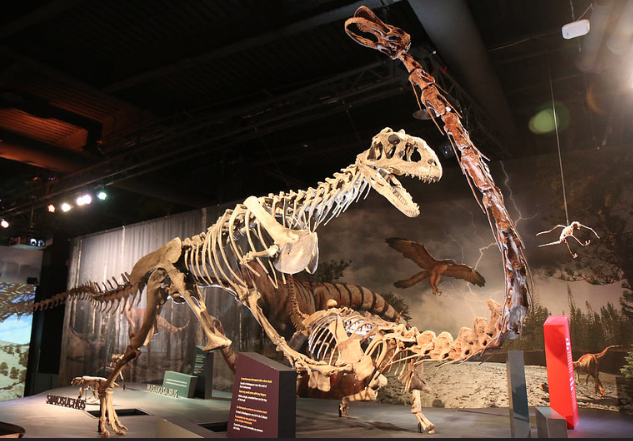
Ricostruzione scheletrica della caccia di Majungasaurus a un Rapetosaurus

Majungasaurus era il più grande predatore del suo habitat, mentre gli unici grandi erbivori conosciuti all'epoca erano sauropodi come Rapetosaurus. Gli scienziati hanno suggerito che Majungasaurus, e forse altri abelisauridi, fossero specializzati nella caccia ai sauropodi. Gli adattamenti per rafforzare la testa e il collo per un tipo di attacco "mordi e trattieni" potrebbero essere stati molto utili contro i sauropodi, che rappresentavano comunque prede molto potenti e pericolose. Questa ipotesi può anche essere supportata dalle zampe posteriori di Majungasaurus, che erano corte e tozze, in contrasto con le gambe più lunghe e sottili della maggior parte degli altri teropodi. Mentre Majungasaurus non sarebbe stato in grado di muoversi agilmente come altri teropodi di dimensioni simili, non avrebbe avuto problemi a tenere il passo con i lenti sauropodi. Le robuste ossa degli arti posteriori fanno pensare a zampe molto potenti, e la loro minore lunghezza avrebbe abbassato il baricentro dell'animale. Quindi Majungasaurus potrebbe aver sacrificato la velocità per una maggiore stabilità. Segni di denti di Majungasaurus sulle ossa di Rapetosaurus confermano l'animale si nutrisse di questi sauropodi, indipendentemente dal fatto che li uccidesse o meno.

### Cannibalismo
Sebbene i sauropodi possano essere stati la preda prediletta di Majungasaurus, i ritrovamenti pubblicati nel 2007 indicherebbero che l'animale non era estraneo ad episodi di cannibalismo. Sono state infatti scoperte numerose ossa di Majungasaurus con segni di denti identici a quelli ritrovati sulle ossa dei sauropodi delle stesse località. Questi segni hanno la stessa spaziatura dei denti delle fauci di Majungasaurus, hanno le stesse dimensioni e contengono tacche più piccole coerenti con le dentellature dei denti di questi animali. Poiché Majungasaurus è l'unico grande teropode conosciuto nell'area, la spiegazione più semplice è che si nutrisse di altri membri della sua stessa specie. L'ipotesi che anche il genere triassico Coelophysis fosse un cannibale è stata recentemente smentita, lasciando Majungasaurus come l'unico teropode non-aviario con tendenze cannibalistiche confermate, sebbene ci siano alcune prove che il cannibalismo potrebbe essersi verificato anche in altre specie.
Non è noto se Majungasaurus cacciasse attivamente i propri simili o si nutrisse semplicemente delle loro carcasse. Rimane molto probabile che i teropodi, come tutti i predatori noti, fossero occasionalmente cannibali in condizioni di stress, mentre è intuibile, dal confronto con rettili e uccelli viventi, che talvolta fossero cannibali, ma che raramente attaccassero un membro della loro specie (almeno un membro adulto). Alcuni ricercatori hanno fatto notato come i moderni draghi di Komodo talvolta si uccidano tra di loro per l'accesso ad un carcassa. Lo sconfitto viene spesso ucciso e cannibalizzato dai rivali, il che potrebbe suggerire un possibile comportamento per Majungasaurus e altri teropodi. Una lotta tra due predatori, infatti, non è molto vantaggiosa, in quanto il rischio di essere preda è paragonabile a quello di diventare predatore, e quindi i carnivori tendono ad evitare scontri con conspecifici, o a ritualizzare le forme di lotta.

### Sistema respiratorio

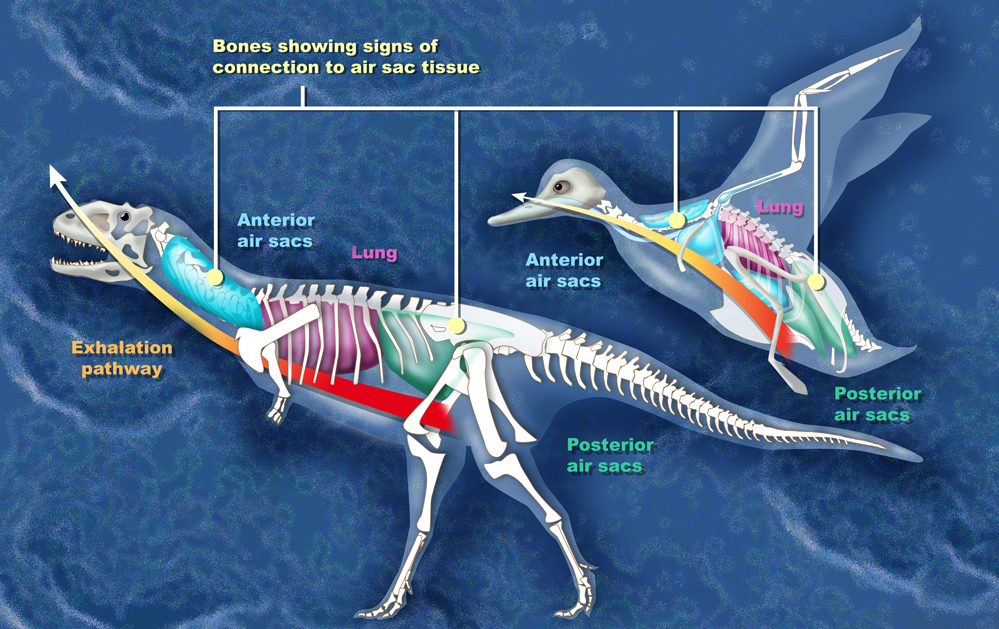
Confronto tra le sacche d'aria di Majungasaurus e un uccello moderno

Gli scienziati hanno ricostruito il sistema respiratorio di Majungasaurus sulla base di una serie di vertebre superbamente conservate (UA 8678) recuperate dalla Formazione Maevarano. La maggior parte di queste vertebre, e alcune delle costole, contenevano cavità (forami pneumatici) che potrebbero essere il risultato dell'infiltrazione dei polmoni e sacche d'aria di tipo aviario. Negli uccelli, le vertebre del collo e le costole sono scavate da sacche d'aria cervicali, le vertebre superiori del dorso dai polmoni e le vertebre lombari e sacrali da sacche d'aria addominale. Caratteristiche simili ritrovate nelle vertebre di Majungasaurus implicano la presenza di queste sacche d'aria. Queste sacche d'aria potrebbero aver fornito una forma basale di "ventilazione a flusso continuo" in stile aviario, in cui il flusso d'aria attraverso i polmoni è unidirezionale, in modo che l'aria ricca di ossigeno inalata dall'esterno del corpo non venga mai mescolata con l'aria espirata carica con anidride carbonica. Questo metodo di respirazione, sebbene complicato, è altamente efficiente.
Il riconoscimento dei forami pneumatici in Majungasaurus, oltre a fornire una comprensione della sua biologia respiratoria, ha anche implicazioni su larga scala per la biologia evolutiva. La scissione tra la linea dei ceratosauri, che ha portato a Majungasaurus, e la linea dei tetanuri, a cui appartengono gli uccelli, è avvenuta molto presto nella storia dei teropodi. L'apparato respiratorio aviario, presente in entrambe le linee, deve quindi essersi evoluto prima della scissione, e ben prima dell'evoluzione degli uccelli stessi. Ciò fornisce un'ulteriore prova dell'origine dinosauriana degli uccelli.

### Struttura del cervello e dell'orecchio interno

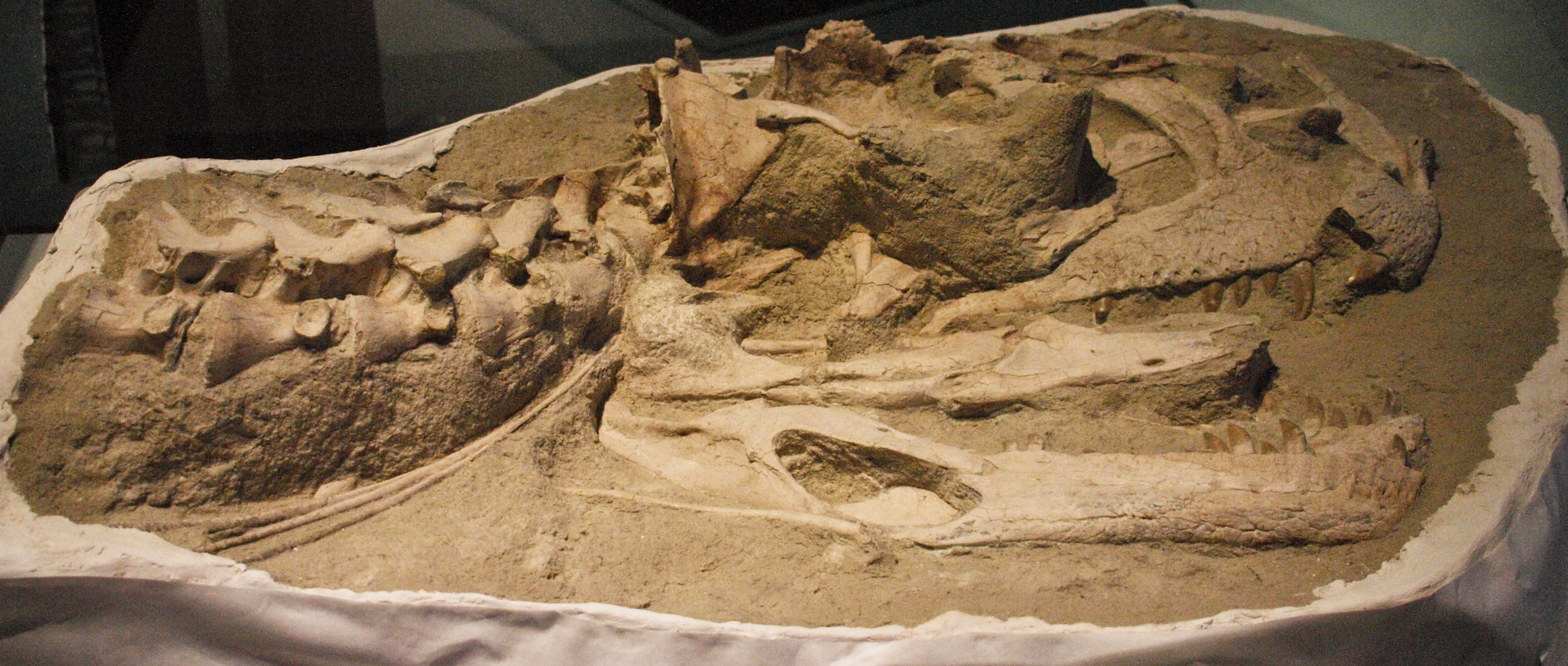
Testa e collo dell'esemplare FMNH PR 2836

La tomografia computerizzata, nota anche come scansione TC, di un cranio completo di Majungasaurus (FMNH PR 2100) ha permesso una ricostruzione approssimativa del suo cervello e della struttura dell'orecchio interno. Nel complesso, il cervello era molto piccolo rispetto alle dimensioni del corpo, ma per il resto simile a quello di molti altri teropodi non-celurosauri, con di una forma molto conservatrice più vicina a quella dei moderni coccodrilli che agli uccelli. Una differenza tra Majungasaurus e altri teropodi era il flocculo di dimensioni ridotte, una regione del cervelletto che aiuta a coordinare i movimenti dell'occhio con i movimenti della testa. Ciò suggerisce che Majungasaurus e altri abelisauridi, come Indosaurus, anch'esso dotato di un piccolo flocculo, non si affidavano a rapidi movimenti della testa per avvistare e catturare la preda.
Le deduzioni sul comportamento possono anche essere tratte dall'esame dell'orecchio interno. I canali semicircolari all'interno dell'orecchio interno favoriscono l'equilibrio e il canale semicircolare laterale è solitamente parallelo al suolo quando l'animale tiene la testa in una postura vigile. Quando il cranio di Majungasaurus viene ruotato in modo che il suo canale laterale sia parallelo al terreno, l'intero cranio è quasi orizzontale. Ciò contrasta con molti altri teropodi, dove la testa era più fortemente rivolta verso il basso quando era in posizione di allerta. Il canale laterale è anche significativamente più lungo in Majungasaurus che nel suo parente più basale Ceratosaurus, indicando una maggiore sensibilità ai movimenti laterali della testa.

### Paleopatologie
Un rapporto del 2007 descrisse diverse patologie nelle ossa di Majungasaurus. Gli scienziati hanno esaminato i resti di almeno 21 individui e ne hanno scoperti quattro con patologie evidenti. Nonostante diverse patologie fossero già state ritrovate in diversi grandi teropodi tetanuri, come allosauridi e tirannosauridi, questi esemplari rappresentano i primi abelisauroidi con patologie esaminate. Non sono state trovate ferite su alcun elemento del cranio, a differenza dei tirannosauridi in cui i morsi facciali erano più comuni e lasciavano segni molto più marcati. Uno degli esemplari era una falange del piede, apparentemente rotta e successivamente guarita.
La maggior parte delle patologie era presente nelle vertebre. Ad esempio, una vertebra dorsale di un individuo giovane mostrava un'esostosi (crescita ossea) nella parte inferiore. La crescita è probabilmente il risultato della conversione della cartilagine o di un legamento in osso durante lo sviluppo, ma la causa dell'ossificazione non è stata determinata. L'ipervitaminosi A e gli speroni ossei sono stati esclusi e un osteoma (tumore osseo benigno) venne ritenuto improbabile. Anche in un altro esemplare, una piccola vertebra caudale, presentava una crescita anormale, questa volta nella parte superiore della spina dorsale neurale, che sporge verso l'alto dalle vertebre, consentendo l'attaccamento muscolare. Crescite simili dalla colonna vertebrale neurale sono state trovate anche in esemplari di Allosaurus e Masiakasaurus, probabilmente risultanti dall'ossificazione di un legamento che corre tra le spine neurali (legamento interspinale) o lungo la loro sommità (legamento sopraspinale).
La patologia più grave scoperta era in una serie di cinque grandi vertebre della coda. Le prime due vertebre mostravano solo anomalie minori ad eccezione di un ampio solco che si estendeva lungo il lato sinistro di entrambe le ossa. Tuttavia, le successive tre vertebre erano completamente fuse insieme in molti punti diversi, formando una solida massa ossea. Non c'è traccia di altre vertebre dopo la quinta della serie, il che indica che la coda terminava lì prematuramente. Dalle dimensioni delle ultime vertebre, gli scienziati ritengono che una decina di vertebre fossero andate perdute. Una possibile spiegazione a questa patologia è un grave trauma fisico con conseguente perdita della punta della coda, seguita da osteomielite (infezione) dell'ultima vertebra rimasta. In alternativa, l'infezione potrebbe essere arrivata prima portando alle necrosi dell'estremità della coda e alla sua conseguente caduta. Questo è il primo esempio di troncamento della coda conosciuto in un dinosauro teropode non-aviario.
L'esiguo numero di esemplari conservati con patologie in Majungasaurus suggerisce che la moltitudine di lesioni fosse avvenuta nel corso della vita degli individui studiati. Inoltre, il piccolo numero di esemplari di Majungasaurus feriti osservati tra quelli recuperati indica che gli individui meglio conservati generalmente mancano di patologie osservabili, mentre è stato dimostrato che alcuni individui selezionati possedevano più patologie, un modello generale notato anche in altri grandi teropodi non-aviari. Tali modelli possono essere il risultato di un effetto valanga in cui una lesione o un'infezione aumentava la probabilità di ulteriori malattie e lesioni dovute a compromissione funzionale o la compromissione del sistema immunitario negli individui una volta verificatasi una lesione iniziale.

### Ontogenesi e crescita

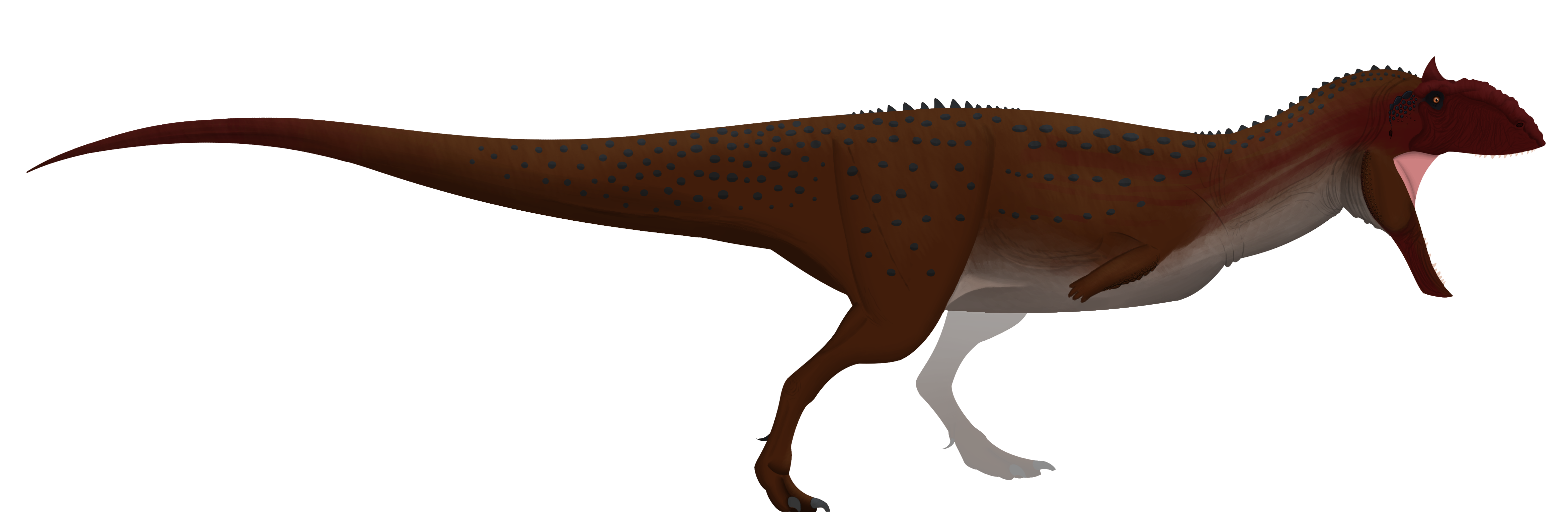
Ricostruzione artistica di un esemplare adulto

Grazie all'abbondanza di diversi esemplari ben conservati di età differenti, Majungasaurus è ben studiato per quanto riguarda l'ontogenesi e lo sviluppo durante la crescita. Durante l'ontogenesi, il cranio di Majungasaurus (più specificamente, l'osso giugale, postorbitale e quadratogiugale) sembra diventare più alto e robusto; inoltre, le ossa del cranio si fondono e le orbite diventano proporzionalmente più piccole. Ciò indica uno spostamento delle preferenze alimentari tra giovani e adulti.
La ricerca di Michael D'Emic et al. indica che era tra i teropodi a crescita più lenta. Sulla base di studi sulle linee di crescita arrestata in diverse ossa, si è scoperto che Majungasaurus impiegava vent'anni per raggiungere la maturità, il che potrebbe essere stato il risultato del duro ambiente in cui viveva. Tuttavia, è stato scoperto che anche altri abelisauridi hanno tassi di crescita relativamente lenti.

## Paleoecologia

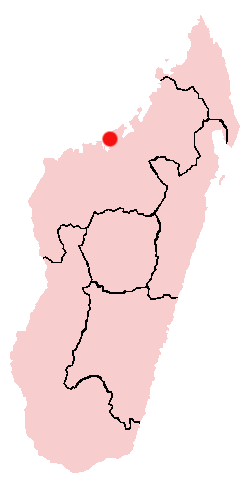
Tutti i fossili di Majungasaurus sono stati ritrovati nella provincia di Mahajanga del Madagascar, la maggior parte entro 50 chilometri a sud-est della capitale provinciale, Mahajanga (contrassegnata con un punto rosso sulla mappa)

Tutti gli esemplari di Majungasaurus sono stati rinvenuti nella Formazione Maevarano nella provincia di Mahajanga, nel nord-ovest del Madagascar. La maggior parte di questi esemplari, compreso tutto il materiale più completo, proveniva dal membro Anembalemba, sebbene diversi denti siano stati ritrovati anche nel membro Masorobe sottostante e nel membro Miadana sovrastante. Sebbene questi sedimenti non siano stati datati radiometricamente, le prove della biostratigrafia e del paleomagnetismo suggeriscono che si siano depositati durante lo stadio Maastrichtiano, che durò da 70 a 66 milioni di anni fa. I denti di Majungasaurus sono stati ritrovati anche in strati risalenti alla fine del Maastrichtiano, coincidente con l'evento di estinzione di massa del Cretaceo–Paleogene.
Allora come oggi, il Madagascar era un'isola, essendosi separato dal subcontinente indiano meno di 20 milioni di anni prima. L'isola era alla deriva verso nord ma era ancora 10-15° più a sud di latitudine rispetto a oggi. Il clima prevalente dell'epoca era semi-arido, con spiccata stagionalità della temperatura e delle precipitazioni. Majungasaurus abitava in pianure alluvionali costiera segnate da diversi fiumi e canali sabbiosi. Forti evidenze geologiche suggeriscono che queste pianure fossero periodicamente soggette a colate detritiche dei canali all'inizio della stagione delle piogge, che avrebbero seppellito le carcasse degli organismi uccisi durante la precedente stagione secca e provvedendo alla loro eccezionale conservazione come fossili. Durante il Maastrichtiano il livello del mare nell'area stava salendo e avrebbe continuato a farlo nel Paleocene, quindi Majungasaurus potrebbe aver anche frequentato ambienti costieri, come le piane di marea. La vicina Formazione Berivotra rappresenta l'ambiente marino contemporaneo.
Oltre a Majungasaurus, i taxa fossili recuperati da Maevarano includono pesci, rane, lucertole, serpenti, sette specie distinte di coccodrilli, tra cui Mahajangasuchus e Simosuchus, cinque o sei specie di mammiferi, Vorona e diversi altri uccelli, il dromaeosauride Rahonavis, il noasauride Masiakasaurus e due sauropodi titanosauri, tra cui Rapetosaurus. Majungasaurus rappresenta il superpredatore del suo ecosistema ed è l'unico teropode di grandi dimensioni noto finora dalla formazione, sebbene grandi coccodrilli come Mahajangasuchus e Trematochampsa potrebbero aver dominato gli ambienti fluviali.

## Nella cultura di massa
Il Majungasaurus ha guadagnato una certa popolarità nella seconda metà degli anni 2000, con la sua apparizione nel documentario Jurassic Fight Club (dove viene identificato con il nome non più valido di Majungatholus), seguita da quelle ne Il regno dei Dinosauri, in Planet Dinosaur e nella seconda stagione de Il pianeta preistorico.
In ambito cinematografico, questo dinosauro appare indirettamente nel franchise di Jurassic Park, nel film Jurassic World (2015), come parte del corredo genetico dell'Indominus rex, in particolare per gli osteodermi e le tendenze cannibali. È apparso anche nei videogiochi Jurassic World: il gioco, Jurassic World Alive, Jurassic World Evolution e Jurassic World Evolution 2, ma fa la sua prima apparizione fisica all'interno del franchise nella seconda stagione della serie animata Jurassic World - Teoria del caos anche se nel linguaggio italiano viene pronunciato come "Majangasaurus".
Appare anche nella serie anime Dinosaur King.